# Unha (família de foguetes)

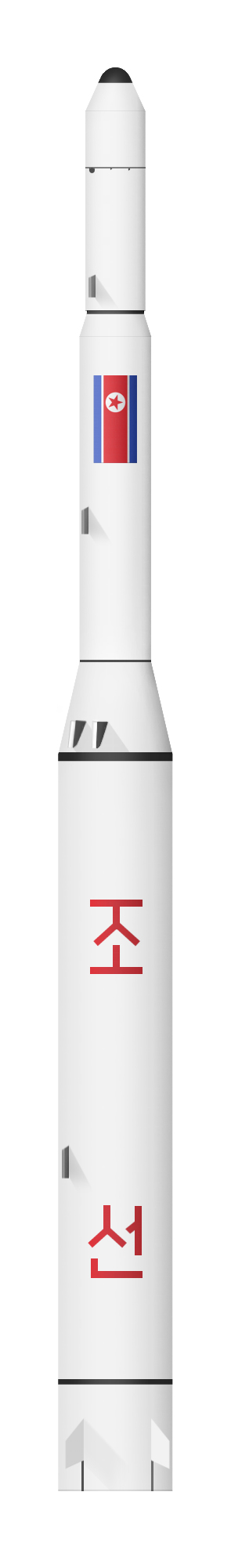
O foguete Unha-2.

Unha ou ainda Eunha, em coreano 은하, 銀河 (Galáxia), é uma série de foguetes Norte coreanos, desenvolvidos a partir do Taepodong-2 e do míssil que lhe deu origem.

## Modelos
- Unha-2
- Unha-3
- Unha-3 Unit-2